# Эмират
Эмира́т (араб. إمارة‎, имарат) — форма правления исламского государства, возглавляемого эмиром.
Эмират — исторические и современные государства в рамках исламского мира, отличительными признаками которых являются небольшой размер территории, наследственный характер власти эмира, апелляция к единой традиции правления у данного народа и шариату. Изначально эмиров избирала исламская община — умма. Обязательным условием для эмирата является претворение в жизнь мусульманских законов — шариата. Со временем эмират фактически трансформировался в государство, напоминающее королевство.
В современном мире осталось немного эмиратов — на Ближнем Востоке это эмираты, входящие в состав федерации, называемой Объединенные Арабские Эмираты, а также самостоятельные государства Катар и Кувейт.
С 2021 года исламская форма правления (эмират) существует и на территории Афганистана.
В 2007 году, после объявления силами исламских террористов-сепаратистов об установлении виртуального эмирата на территориях Южного и Северного Вазиристана, Доку Умаровым был провозглашён виртуальный эмират и на всей территории Северного Кавказа, с одновременным упразднением виртуальной Чеченской Республики Ичкерия.
После начала антиправительственных выступлений в Йемене в 2011 году моджахеды организации «Аль-Каида» на Аравийском полуострове провозгласили эмират на территории йеменской провинции Абьян. За установление эмирата сражается также организация «Харакат аш-Шабаб» на юге Сомали.

## Структура эмирата
Структура эмирата, пример:
| Будущий верховный эмир назначается правящим эмиром из числа членов семьи и носит титул наследного принца в порядке наследования, изложенном обычно в указе эмира       | |
| Меджлис аль Шура должен подтвердить согласие общины эмиратства на назначение или просто дать своё формальное согласие, все зависит во много от позиций племенной знати | Меджлис аль Улема как Ассоциация богословов или просто сам Муфтий эмиратства подтверждает соответствие назначения законам эмиратства |
| Правящая семья эмира | |
| Меджлис аль Шура играет разную роль в зависимости от сложившейся ситуации, часто это орган выражения консенсуса кланов эмиратства                                      | Меджлис аль Улема как Ассоциация богословов или Муфтий эмиратства                                                                    |
| Главный визирь или Премьер-министр | |
| Правительство как коллегиальный орган с министрами в своих министерствах                                                                                               | |
| Вали в вилайетах (провинциях), очень часто возглавляют представители сильных и знатных племенных региональных кланов эмиратства                                        | |
| Верховный шариатский суд | |
| Апелляционный суд на уровне вилайета | |
| Участковый суд кади | |

## Самостоятельные эмираты
- Кувейт
- Катар
- Афганистан
- Исламский Эмират Сомали (непризнанное государство)[1]

## Эмираты — провинции государств
- ОАЭ
- Саудовская Аравия

## Исторические эмираты
(неполный)
| Государство                 | Столица     | Время существования | Примечание                                                                         |
| --------------------------- | ----------- | ------------------- | ---------------------------------------------------------------------------------- |
| Армянский эмират            | Двин, Барда | 637—885             | Зависим от Халифата                                                                |
| Дербентский эмират          | Дербент     | 735—1239            | Зависим от Халифата, входил в состав Армянского эмирата (аль-Арминийа) до 885 года |
| Тбилисский эмират           | Тбилиси     | 736—1122            | Зависим от Халифата, входил в состав Армянского эмирата (аль-Арминийа) до 885 года |
| Кордовский эмират           | Кордова     | 756—929             | Зависим от Халифата, позже преобразован в Кордовский халифат                       |
| Критский эмират             | Харнак      | 825—961             | Зависим от Халифата                                                                |
| Барийский эмират            | Бари        | 847—871             | Зависим от Халифата                                                                |
| Сицилийский эмират          | Палермо     | 965—1072            |                                                                                    |
| Гранадский эмират           | Гранада     | 1228—1492           |                                                                                    |
| Эмират Айдын                | Смирна      | 1308—1425           |                                                                                    |
| Бухарский эмират (ханство)  | Бухара      | 1785—1920           | С 1868 года под протекторатом Российской империи.                                  |
| Эмират Афганистан           | Кабул       | 1823—1929           | До 1919 года, затем стал королевством.                                             |
| Неджд                       |             | 1902—1921           | Затем стал султанатом.                                                             |
| Северо-Кавказский эмират    | Ведено      | 1919—1920           | Государство под номинальным протекторатом Османской империи.                       |
| Трансиордания               | Амман       | 1921—1946           | Под британским управлением.                                                        |
| Исламский Эмират Афганистан | Кабул       | 1996—2001           | Частично признанное государство; де-факто восстановлено в 2021 году.               |
| Бахрейн                     | Манама      | 1971—2002           | С 2002 года королевство.                                                           |

### Провозглашённые, но фактически не существовавшие
- Кавказский эмират — в 2007 году.